# Cephalaspidiotus palaquii
Cephalaspidiotus palaquii är en insektsart som beskrevs av Sadao Takagi 2003. Cephalaspidiotus palaquii ingår i släktet Cephalaspidiotus och familjen pansarsköldlöss. Inga underarter finns listade i Catalogue of Life.